# Caucanthus
Caucanthus là một chi thực vật có hoa trong họ Malpighiaceae.

## Loài
Chi Caucanthus gồm các loài: